# ローレンス・P・ケイシー
ローレンス・P・ケイシー（Lawrence P. Casey 1940年11月8日 - ）は、アメリカ合衆国の俳優。1966年 - 1968年に米国ABC放送から2シーズンが放映された、戦争アクションテレビドラマ『ラット・パトロール』のマーク・T・ヒッチコック一等兵役で知られている。

## 来歴
1940年11月8日、ニューヨーク州ニューヨーク市でウィリアム・ケーシー（1917 - 1955）とフローレンス・ケーシー（? - 2004）との間に生まれる。8人の兄弟の次男で、ローレンスと名付けられた。兄弟は長男のウィリアムジュニア、下に三男のポール、四男ジョン、五男ジョセフ、長女メアリー、六男ピーター、七男マイケル（故人）。
彼が10歳の時に、家族はニューヨーク市マンハッタンのイーストサイド、ロングアイランドへ引っ越した。そこでラリーは野球に夢中になり、将来はプロの野球選手になることを夢見ていた。1955年2月にニューヨーク市の消防士だった父親が亡くなり、放課後は家族を養うために働かなければならず、ラリーは野球選手になる夢を諦めた。1958年に高校を卒業。
その後俳優になり、テレビ番組『ドクター・キルデア（1961-1966）』『ガンスモーク（1955 - 1975）』等を経て、マーク・T・ヒッチコック一等兵役として『ラット・パトロール（1966 - 1968）』の全58エピソードへ出演して人気を博す。
1965年に当時三つ子のモデル姉妹『The Dees triplets(ザ・ディース・トリプレット)』の一人であったカタ・パトリシア・ディースと結婚、3人の子供に恵まれた。1966年から1992年まで俳優業を続け、90年代には貿易会社を立ち上げている。

## 主な出演作品

### 映画
- 要塞攻略戦 Massacre Harbor（1968）
- またまたあぶない看護婦 The Student Nurses（1970）日本劇場未公開・ヴィデオ発売
- 華麗なるヒコーキ野郎 The Great Waldo Pepper（1975）
- 暗黒殺人指令 Good Guys Wear Black（1977）日本劇場未公開・ヴィデオ発売
- ボーダーライン Borderline（1980）日本劇場未公開・ヴィデオ発売

### テレビドラマ
- ドクター・キルデア Dr. Kildare（1966）
- ガンスモーク Gunsmoke（1966）
- ラット・パトロール(砂漠鬼部隊) The Rat Patrol (1966 - 1968)
- 一人の生存者 Sole Survivor（1969）
- モッズ特捜隊 The Mod Squad（1969）
- ボナンザ Bonanza（1969）
- 深海パニック・決死の大爆破 The Aquarians（1970）
- 鬼警部アイアンサイド Ironside（1971）
- 探偵スヌープ姉妹／悪魔の祭はどこ？ The Snoop Sisters:The Devil Made Me Do It!（1974）
- 弁護士ペトロチェリー Petrocelli（1976）
- ハンコック家の人々 The Dark Side of Innocence（1976）
- 未知への逃亡者／ローガンズ・ラン Logan's Run（1977）
- スパイダーマン プルトニウムを追え Spider-Man Strikes Back（1978）
- 暗黒殺人指令 Good Guys Wear Black（1978）
- 名探偵ジョーンズ Barnaby Jones（1978）
- ロックフォードの事件メモ The Rockford Files（1978 - 1979）
- フェニックス The Phoenix（1982）
- 冒険野郎マクガイバー MacGyver（1985）
- ミッドナイト・スナイパー/人妻が目撃した死体なき殺人 Night Walk（1989）
- L.A.LAW/7人の弁護士 L.A. Law（1992）

## その他
- 映画『要塞攻略戦』は、テレビシリーズ『ラット・パトロール』第1シーズンの3エピソードを再編集して映画化したもの。アメリカ人歌手のアンディ・ウィリアムズの夫人（結婚期間 1961 - 1975）であったフランス出身の歌手兼女優クロディーヌ・ロンジェが共演しており、ヒッチとのラブ・ロマンスの末、敵弾に倒れる役を演じた。第2シーズンではストーリーのマンネリ化を避けたのか、潜入スパイ活動のエピソードが数話作られた。その流れからシリーズ終了後に、第1シーズンの潜入スパイ活動のエピソードを再編集して劇場公開したものとみられるが、作品の出来が第1シーズンと第2シーズンでは違いがあり、公開時の評判は余り良くなかった。
- ラリーの母親フローレンスは、1962年にノースカロライナ州ギルフォード郡に酪農場を購入した。そこで彼女は息子のポールとジョンと一緒に暮らし、2004年12月に永眠した。
- ラリーとカタには子供が3人いるが、孫はまだいない。
- 2002年のインタビューで、わずか2シーズンでテレビシリーズ『ラット・パトロール』が終了した理由についてラリー・ケイシーが語ったことによると、当時皆7年契約をしており、1時間枠へ拡大する話しや第3シーズンを製作する話などがあったが、そのうちにそれらの話しはなくなった。それはベトナム戦争の真っただ中、世界中が戦争について考えなければならなかった時代に、架空の戦争ドラマなどに興味が持てなくなったからではないかとのこと。また第2シーズンの後半4エピソードにジャスティン・タールが出演しなかった理由はとの質問に、最後に彼と会ったのは彼がロサンゼルス郊外のアローヘッドに住んでいたころで、以来10年間会っていない。彼はラット・パトロールの後、スティーブ・マックイーンの映画『ブリット』に小さな役で出演したとのこと。 マーク・T・ヒッチコックのミドル・ネーム『T』の意味は、特に台本に記載はなく聞かされてもいなかったのでわからないとのこと。またパイロット・エピソードではモフィット軍曹と組んでいたが、その後はトロイ軍曹と組むようになったのは何故かとの質問に、言われた通りにジープへ乗っていたのでわからないとのこと。劇中掛けている眼鏡は役の為に掛けさせられていた唯のガラスレンズで、視力は特に悪くはなかったとのこと。[2]